# Centro per lo Studio e Terapia della famiglia
Il Centro per lo Studio e Terapia della famiglia (CSTF) è stato il primo centro pubblico di terapia familiare, fondato nel 1981 dal dottor Guido Burbatti e dal dottor Francesco De Peri,  presso l'Ospedale Niguarda Ca' Granda di Milano, attivo fino al 1996. Il centro è stato un avamposto all’avanguardia nello sviluppo della Terapia Familiare Sistemica, tratto distintivo della Scuola di Milano, impostato sulla raccolta ed elaborazione dell’informazione che si basa sui tre principi di conduzione della seduta: ipotizzazione, circolarità e neutralità. L’importanza dell’approccio sistemico in psicoterapia, divenuto uno dei maggiori filoni terapeutici, è rappresentato dalla possibilità di affrontare tutto l’ambito delle patologie psichiatriche (dall’anoressia alla schizofrenia), senza il ricorso agli psicofarmaci. I risultati del CSTF milanese hanno registrato tra il 1981 e il 1996 oltre il 75% di guarigioni, con follow up di 5 anni senza ricadute,  a differenza dei pazienti curati con gli psicofarmaci che tendono a cronicizzarsi diventando abituali dei reparti ospedalieri di diagnosi e cura. La ricaduta di tale esperienza è notevole, poiché investe sia la sfera sociale (individuo-famiglia-comunità) che quella economica.